# Armstrong Whitworth
Pour les articles homonymes, voir Armstrong.
Armstrong Whitworth Co. était une entreprise anglaise d'hydraulique industrielle. Elle se diversifia en investissant au fil des décennies dans les principales spécialités de la construction mécanique et de l'industrie de l'armement. Armstrong Whitworth Co. est aujourd'hui une simple filiale de Rolls Royce plc et de BAE Systems.

## Histoire de la compagnie

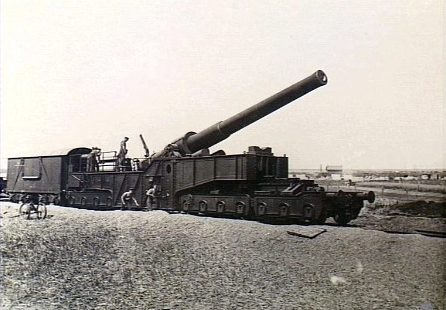
Entretien d'un obusier de marine de 305 mm Armstrong à Meaulte, vers 1916.

Le groupe industriel Sir W. G. Armstrong Whitworth & Co Ltd avait été créé en 1897 par fusion à la suite du rachat de la compagnie Whitworth de Manchester par la Sir W.G. Armstrong & Company, une entreprise britannique de construction mécanique basée à Elswick (en) près de Newcastle upon Tyne. 
En 1905, avec un capital de 5,3 millions de livres sterling, elle est au onzième rang des entreprises britanniques.
En 1913, un Département aéronautique fut constitué, sous la direction de Frederick Koolhoven, Néerlandais de 27 ans que la fermeture de British Deperdussin rendait disponible. 
Les bénéfices d'Armstrong entre 1910 et 1915 ont doublé, passant de 500 000 à un million de livres sterling, et les bénéfices sont restés à ce niveau jusqu'à la fin de la Première Guerre mondiale.
En mai 1919 l’atelier de Newcastle ferma après rachat par Armstrong Whitworth de Siddeley Deasy, un fabricant de moteurs d’avions de Coventry. En avril 1920 fut donc créée la Sir W G Armstrong Whitworth Aircraft Company Ltd pour la production d'avions et Armstrong Siddeley Motors Ltd pour la partie moteurs.
L’entreprise fit de nombreux progrès dans le domaine de la construction métallique et en 1925 Armstrong Whitworth Development Company était une entreprise prospère, avec des usines à Gosforth, Parkside, Whitley Abbey, Baginton et Bitteswell. Mais John Siddeley se plaignait que les profits réalisés dans le secteur aéronautique soient utilisés pour financer d’autres filiales du groupe Armstrong Whitworth et en décembre 1926 il racheta Armstrong Whitworth Development Company à Sir W. G. Armstrong Whitworth & Co Ltd, la transformant au passage en Armstrong Siddeley Development Company. En 1935 Armstrong Siddeley Motors Ltd prit le contrôle d'Armstrong Siddeley Development Company pour former Hawker Siddeley Aircraft Company Ltd, consortium financier se partageant avec A.V.Roe and Co Ltd et Air Service Training le contrôle de Hawker Aircraft Ltd et Gloster Aircraft Company.
En octobre 1961 la fusion de Sir W G Armstrong Whitworth Aircraft Company Ltd et Gloster Aircraft Company devait conduire à la création d’une nouvelle entité au sein de Hawker Siddeley Aviation, Whitworth Gloster Aircraft Ltd, qui fut absorbée deux ans plus tard par la division Avro Whitworth Division de Hawker Siddeley Aviation.

### Automobiles
La Armstrong Whitworth a été fabriquée à partir de 1904, lorsque la société a décidé de se diversifier pour compenser la baisse de la demande d'artillerie après la fin de la guerre des Boers. Elle a repris la construction de la Wilson-Pilcher, conçue par Walter Gordon Wilson, et a produit des voitures sous le nom d'Armstrong Whitworth jusqu'en 1919, date à laquelle la société a fusionné avec Siddeley-Deasy pour former Armstrong Siddeley.
La Wilson-Pilcher était une voiture perfectionnée, équipée à l'origine d'un moteur de 2,4 litres, qui avait été fabriquée à Londres de 1901 à 1904, date à laquelle la production a été transférée à Newcastle. Lorsque Armstrong Whitworth a repris la production, deux modèles ont été fabriqués, un quatre cylindres à plat de 2,7 litres et un six cylindres à plat de 4,1 litres, les cylindres des deux modèles étant identiques avec un alésage et une course de 95 mm. Les moteurs avaient le volant à l'avant du moteur et le vilebrequin avait des paliers intermédiaires entre chaque paire de cylindres. Les roues arrière étaient entraînées par un double engrenage épicycloïdal et un essieu conique hélicoïdal. Les voitures étaient vendues pour 735 £ (livre sterling) pour le quatre cylindres et 900 £ pour le six cylindres. Elles étaient encore théoriquement disponibles jusqu'en 1907. Selon Automotor en 1904, « même la première voiture Wilson-Pilcher qui a fait son apparition a fait sensation dans les cercles automobiles de l'époque en raison de son fonctionnement remarquablement silencieux et régulier, et de l'absence presque totale de vibrations ».
La première voiture Armstrong Whitworth fut la 28/36 de 1906, équipée d'un moteur quatre cylindres à soupapes latérales, refroidi par eau, de 4,5 litres, dont les dimensions inhabituelles étaient « surcarrées » : 120 mm d'alésage et 100 mm de course. La transmission se faisait par une boîte de vitesses à quatre rapports et un arbre aux roues arrière. Une voiture plus grande était prévue pour 1908 avec un choix de modèles 30 de 5 litres ou 40 de 7,6 litres partageant un alésage de 127 mm mais avec des courses de 100 mm et 152 mm respectivement. La 40 était cotée à 798 £ sous forme de châssis nu pour être fournie aux carrossiers. Ces grandes voitures ont été rejointes en 1909 par la 18/22 de 4,3 litres et en 1910 par la 25 de 3,7 litres, qui semble avoir partagé le même châssis que la 30 et la 40.
En 1911, une nouvelle petite voiture apparaît sous la forme de la 12/14 de 2,4 litres, appelée 15.9 en 1911, dotée d'un moteur monobloc avec lubrification sous pression des paliers du vilebrequin. Ce modèle avait un empattement de 2 800 mm, contre 3 000 mm pour la gamme 40. Cette gamme a été rejointe par quatre voitures plus grandes, allant de la 15/20 de 2,7 litres à la 25,5 de 3,7 litres.
Le premier modèle à six cylindres, la 30/50, dotée d'un moteur de 5,1 litres, d'un alésage de 90 mm et d'une course de 135 mm, est arrivé en 1912 avec l'option d'éclairage électrique. Ce moteur est passé à 5,7 litres en 1913.
Au début de la Première Guerre mondiale, en plus de la 30/50, la gamme comprenait la 17/25 de 3 litres et la 20/30 de 3,8 litres.
Les voitures étaient généralement, sinon toujours, carrossées par des carrossiers externes et avaient une réputation de fiabilité et de solidité de fabrication. La société avait un point de vente à Londres, à New Bond Street. Lorsque Armstrong Whitworth et Vickers ont fusionné, les intérêts automobiles d'Armstrong Whitworth ont été rachetés par J D Siddeley sous le nom d'Armstrong Siddeley, basée à Coventry.
Une voiture Armstrong Whitworth est exposée au Discovery Museum de Newcastle upon Tyne.

### Armement

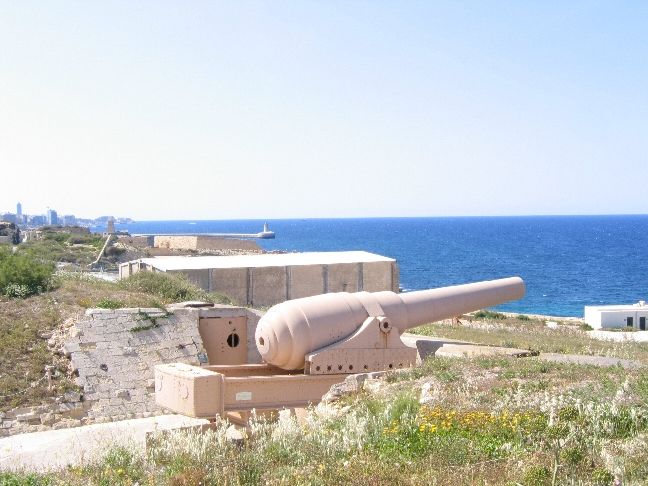
Un canon Armstrong en batterie à fort Rinella, sur l'île de Malte.

En 1854, pendant la guerre de Crimée, W. G. Armstrong apprit par les journaux quelles difficultés le corps expéditionnaire britannique éprouvait en manœuvrant son artillerie de campagne. Il conçut un canon de campagne allégé, donc plus mobile, mais aussi d'une portée et d'une précision supérieure, en choisissant le chargement par la culasse et en dotant l'arme d'un canon rayé de fer forgé avec chemisage intérieur en acier. Ce canon tirait, non plus des boulets, mais des obus. En 1855 son canon pour obus de 5 livres était mûr pour une présentation aux autorités militaires.
Mais au moment même où l'arme allait s'imposer, une campagne d'opposition se déchaîna, aussi bien à l'initiative de certains officiers que des producteurs concurrents, particulièrement l'armurier Joseph Whitworth de Manchester. En 1862, Armstrong interrompit la production du nouveau canon pour le gouvernement et vendit ses canons aux Nordistes comme au Sudistes jusqu'à la fin de la guerre de Sécession.
En 1870, les autorités britanniques, impressionnées par les performances du canon Gatling américain, demandent à W.G. Armstrong and Co. d'en obtenir la licence de production locale. L'arme est déclinée en deux versions, l'une de calibre .45 (45 centièmes de pouce, donc 11,43 millimètres) pour l'armée de terre, l'autre en .65 pour la Royal Navy (marine). Lors de l'une de ses premières utilisations, lors de la bataille d'Ulundi, la Navy l'opposa avec succès aux Zoulous. La cartouche cède ensuite la place à une version plus moderne entièrement métallique, supprimant ainsi bon nombre d'enrayages et autres incidents de tir. La cadence de tir atteint alors environ trois cents coups par minute.

### Locomotives
À la fin de la Première Guerre mondiale, la compagnie reconvertit ses ateliers de Scotswood à la construction de locomotives. Pourvue de machines dernier cri, elle se fit rapidement une place sur le marché : d'abord 200 locomotives type « Consolidation » pour les Chemins de fer de Belgique (en 1920) et 327 locomotives « Ten wheel » pour la London, Midland and Scottish Railway en 1935. Armstrong Whitworth possédait son propre bureau d'étude, ce qui lui permettait de produire des locomotives d’une puissance exceptionnelle, comme les 30 tractrices de trois types différents commandées par les South Australian Railways (en) en 1926 pour la modernisation de leurs lignes. En particulier, les dix locomotives « 500 » de type « Mountain » construites pour l'occasion furent les plus grosses locomotives non articulées jamais fabriquées en Grande-Bretagne. Leur conception reprenait les idées des ingénieurs de l'ALCO ; elles firent sensation en Australie. Armstrong Whitworth poursuivit en 1930 par la construction de 20 grandes locomotives tri-moteur de type Pacific pour la Ferrocarril Central Argentino (en) (F.C.C.A), avec une distribution par soupapes de type « Caprotti » et des chaudières dernier cri : elles restèrent longtemps les plus puissantes locomotives de la compagnie argentine. Armstrong Whitworth s'assura enfin dès 1919 l'exclusivité pour la production de moteurs Diesel Sulzer pour le Royaume-Uni ce qui lui permit dans les années 1930, de construire des locomotives et des tramways Diesel. Les ateliers de Scotswood Works fabriquèrent au total 1 464 locomotives jusqu'à sa reconversion en manufacture d’armements en 1937.

### Constructions navales
La construction navale était la principale division de l'entreprise. De 1879 à 1880, la société de construction navale prédécesseur de Charles Mitchell a construit un croiseur pour la marine chilienne au Low Walker Yard. Ce navire a ensuite été fourni au Japon sous le nom de « Tsukushi » en 1883 ; le navire a été lancé en tant que navire Armstrong Mitchell. Entre 1885 et 1918, Armstrong a construit des navires de guerre pour la Royal Navy, la flotte de Beiyang, la marine impériale russe, la marine impériale japonaise et la marine américaine, dont le HMS Glatton qui, en raison d'une construction de fortune, a subi l'explosion d'un magasin dans le port de Douvres moins d'un mois après sa mise en service.
Armstrong Mitchell et, plus tard, Armstrong Whitworth ont construit de nombreux navires marchands, cargos, navires-citernes et dragueurs ; parmi eux, on peut citer les ferries brise-glace SS Baikal en 1897 et SS Angara en 1900, construits pour relier le chemin de fer transsibérien au lac Baïkal,. La société a construit le premier brise-glace polaire au monde : Le Yermak était un brise-glace russe, puis soviétique, doté d'une coque renforcée façonnée pour chevaucher et écraser la banquise.
Sa filiale Elswick Ordnance Company a notamment construit les canons de 406 mm des cuirassés de la classe Nelson.

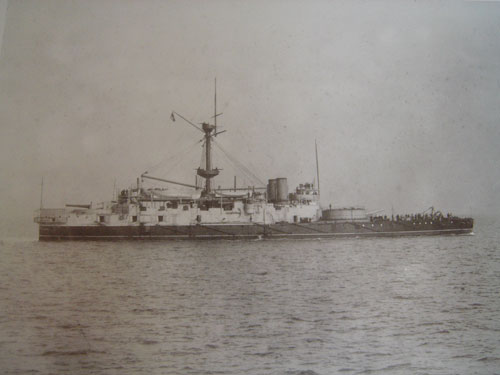
Le croiseur HMS Victoria (1893), l'une des fiertés de l’arsenal d’Elswick.
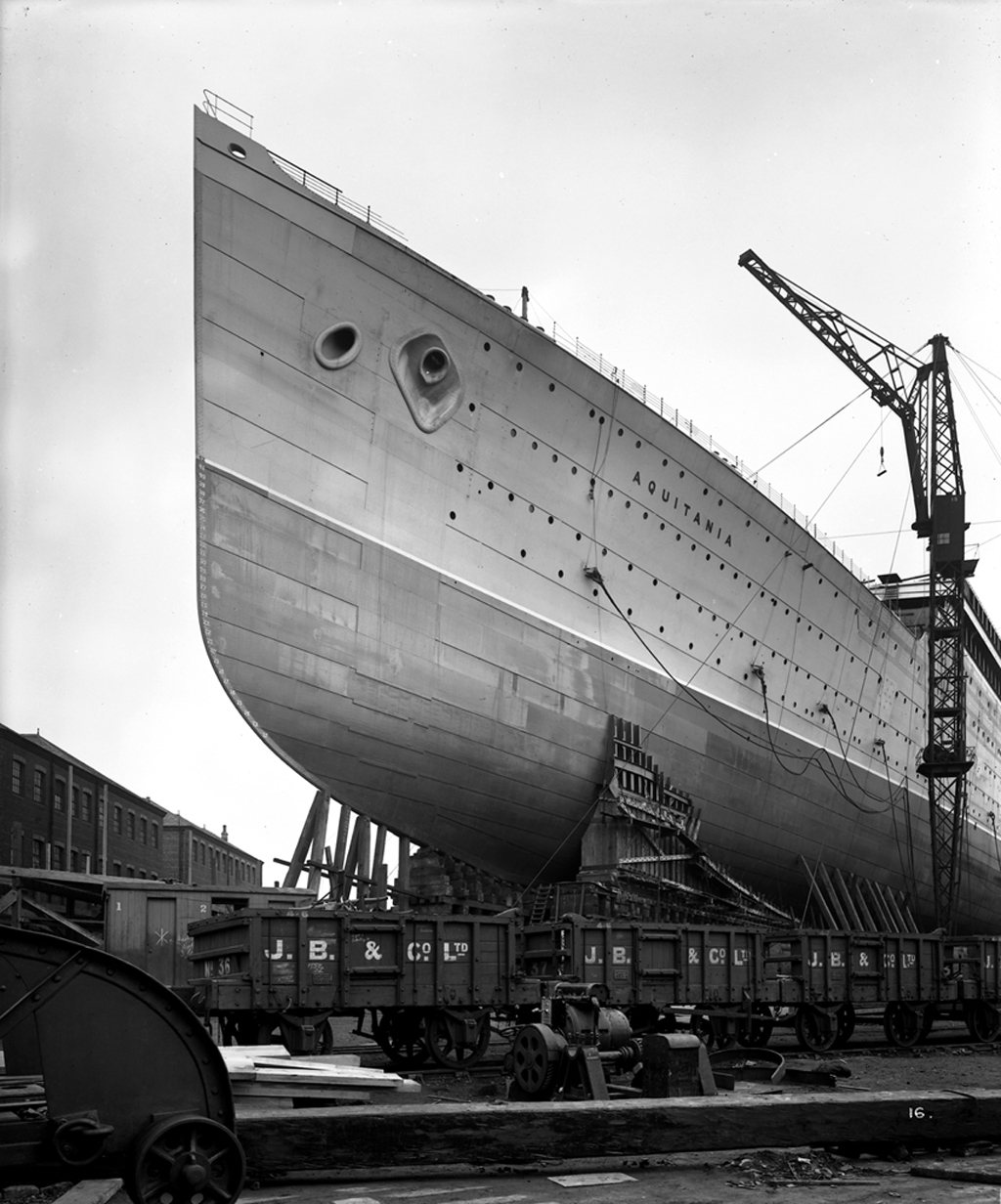
Lancement du RMS Aquitania
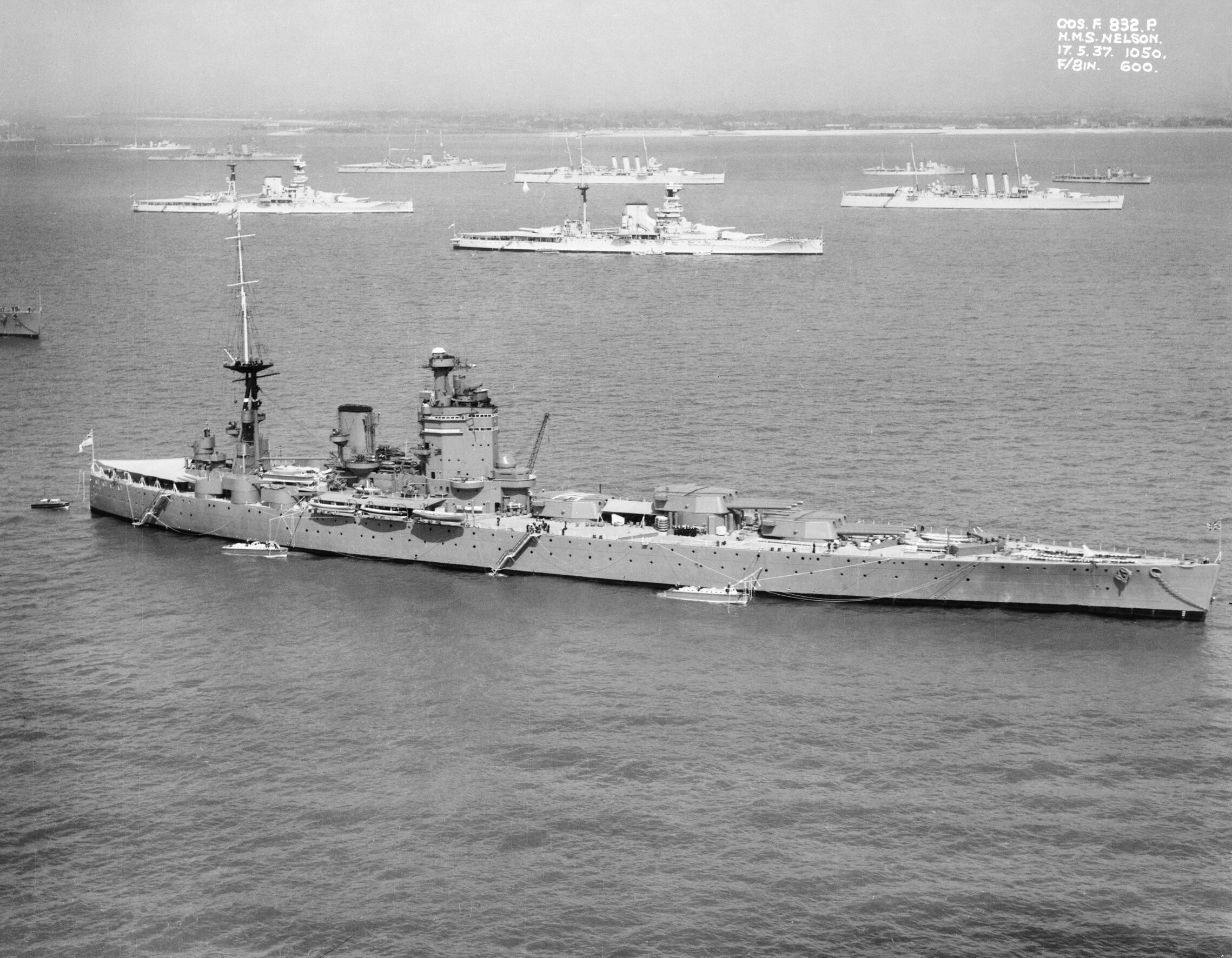
Le cuirassé HMS Nelson en 1937

### Aviation

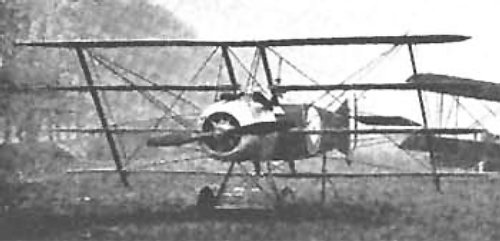
Un Armstrong Whitworth F.K.10

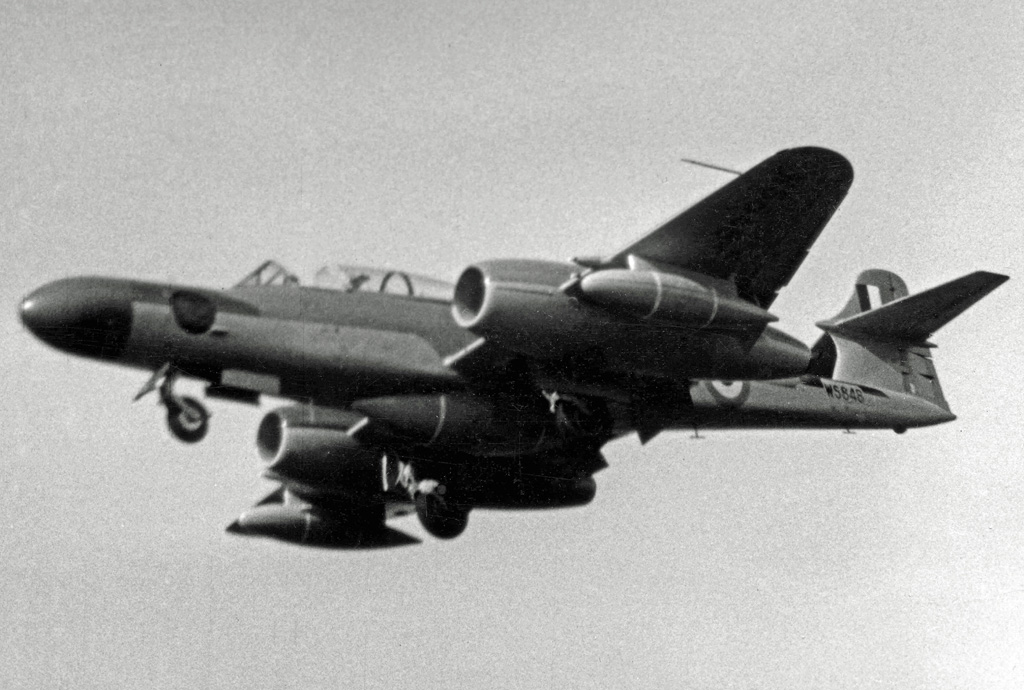
Le dernier des 100 chasseurs Gloster Meteor NF.14 assemblé dans les usines AWA pour le compte de la Royal Air Force, en vol au Salon aéronautique de Farnborough de 1954.

Frederick Koolhoven, responsable du Département aéronautique de 1913 jusqu’à son départ pour la British Aerial Transport Company Ltd (BAT) en 1917, conçut une quinzaine de modèles d’appareils, dont 10 donnèrent lieu à réalisation. Le plus réussi fut le F.K.8 construit à 1 700 exemplaires. Le dernier appareil signé Koolhoven chez Armstrong Whitworth étant le F.K.13, le suivant conserva la série numérique, devenant A.W. XIV.
John Davenport Siddeley (1866 — 1953) était un motoriste britannique dont la compagnie, Siddeley-Deasy Co., avait prospéré pendant la Grande Guerre en se lançant dans la production d'avions de combat tout en fournissant l'armée en camions et ambulances. En 1920, Armstrong Whitworth racheta ce constructeur, regroupant les départements de constructions automobiles des deux compagnies dans la branche Armstrong Siddeley, tandis que les ateliers aéronautiques formaient la W. G. Armstrong Whitworth Aircraft Co. Lorsque Vickers et Armstrong Whitworth fusionnèrent en 1927 pour donner naissance au groupe Vickers-Armstrongs, Armstrong Whitworth Aircraft et Armstrong Siddeley furent vendus à J. D. Siddeley : il y eut ainsi désormais deux avionneurs portant le nom d'Armstrong : Vickers-Armstrong (abrégé en Vickers) et Armstrong-Whitworth.
En 1935, J. D. Siddeley prit sa retraite et la société Armstrong Whitworth Aircraft fut rachetée par Hawker Aircraft, pour former le groupe Hawker Siddeley Aircraft. Une fois fusionnées, les deux compagnies de Hawker Siddeley coopéraient, mais continuaient d'être gérées comme deux sociétés indépendantes.
Au cours des années 1950, les usines de Bitteswell et de Baginton d’Armstrong Whitworth Aircraft fabriquaient des chasseurs à réaction (Gloster Meteor, Hawker Sea Hawk et Hawker Hunter) pour la Royal Air Force, la Royal Navy et l’Armée de l'Air royale belge.
La compagnie fusionna finalement avec une autre filiale de Hawker Siddeley, Gloster Aircraft Company, pour former Whitworth Gloster Aircraft en 1961. En 1963 Hawker Siddeley imposa son nom sur tous les nouveaux modèles ; le dernier appareil à porter le nom Armstrong-Whitworth aura été l'Argosy.